# Eugène Bourgouin
Pour les articles homonymes, voir Bourgouin.
Marie Joseph Eugène Bourgouin, né à Reims le 12 février 1880 et mort à Paris le 30 octobre 1924, est un sculpteur français.

## Biographie

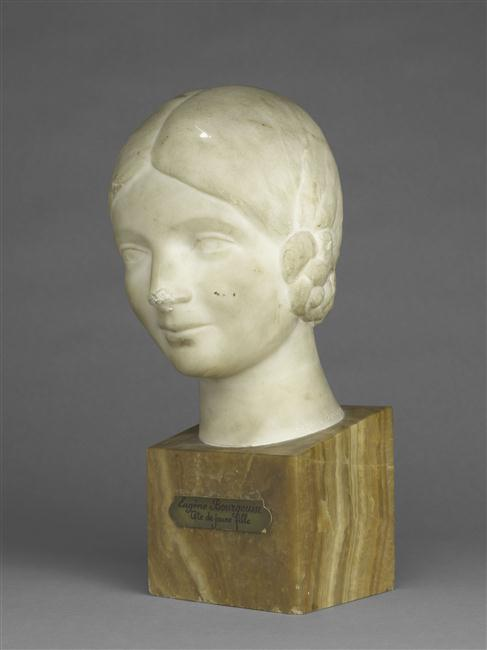
Ondine, Paris, musée national d'Art moderne.

Eugène Bourgouin participe au chantier de restauration de la cathédrale de Reims. En 1898, il est présenté à l'atelier de Louis-Ernest Barrias où il rencontre de grands maîtres de la peinture et de l'architecture. Il entre à l’École nationale des arts décoratifs à Paris en 1901, puis à l’École des beaux-arts. 
Sociétaire de la Société nationale des beaux-arts, il est l’auteur de projets pour travaux d’orfèvrerie, dont la couronne du Sacré-Cœur de Montmartre. Il réalise des statues, des bustes, des objets religieux, des médailles, des objets pour le musée du Luxembourg, de Sèvres ou le palais Galliera. 
Il s'occupe de monuments décoratifs comme les monuments aux morts, celui du collège Stanislas de Paris, de la ville de Salins, de Cocumont, de Warmeriville, de Lamarque, à Reims au cimetière du Sud, celui de la Martinique.
Il épouse à Clessy (Saône-et-Loire), en 1923, Françoise de Ponnat, fille du baron Henri de Ponnat et de la baronne, née de Boutechoux de Chavanes Le Roy de Buxières.
Il est membre de la Société rémoise des arts décoratifs.
Il est inhumé dans le canton 3 au cimetière du Nord, à Reims, auprès de son grand-père Jacques Bourgouin, bonnetier rémois.

## Hommages
Une rue porte son nom à Reims.
Un timbre personnalisé  à son effigie réalisé par Roland Irolla est émis le 21 juin 2019 (premier jour).

## Œuvres

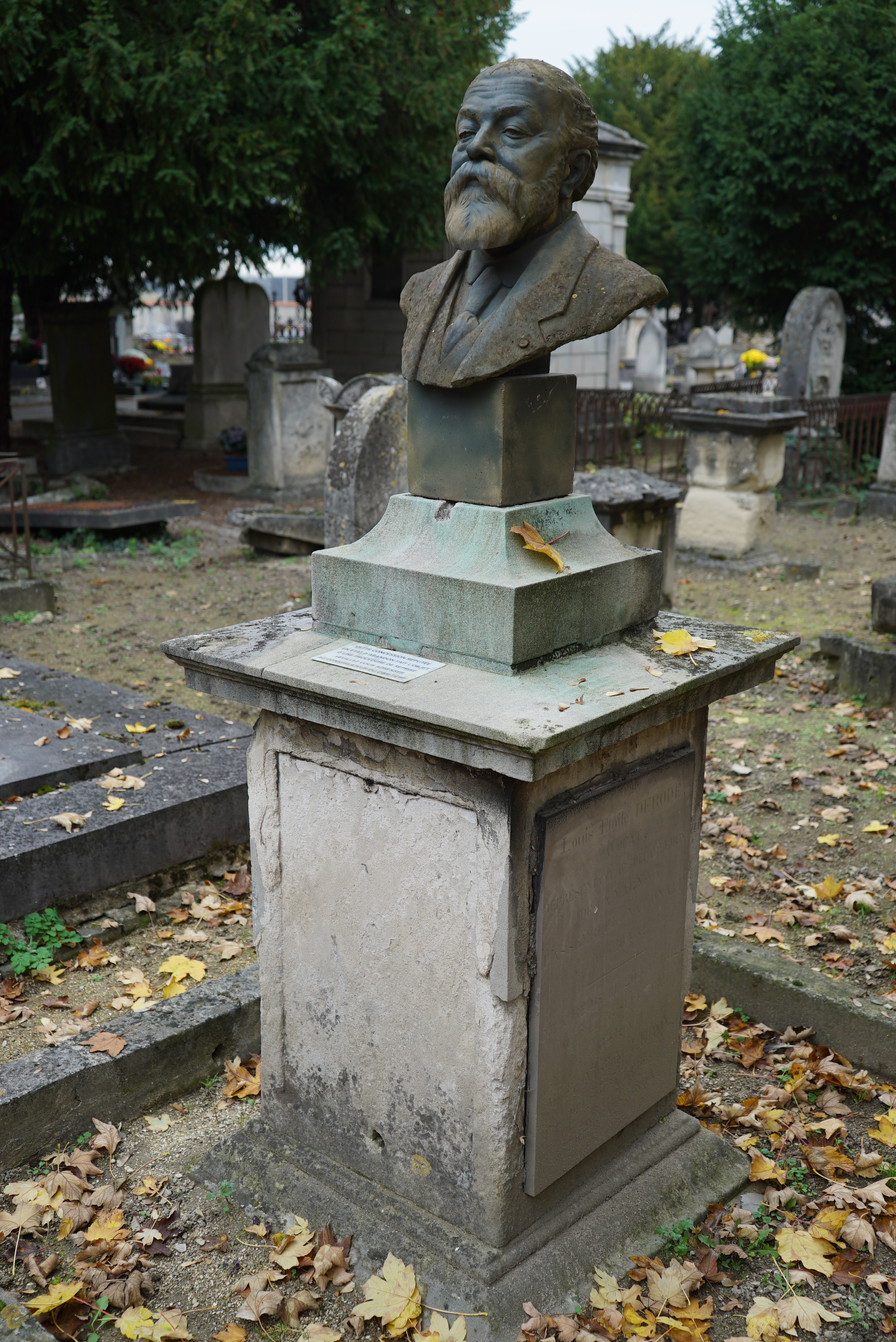
Ernest Lefèvre, Reims, cimetière du Nord.

- Jeanne d'Arc, épreuves acquises par le musée des arts décoratifs de Paris, les musées de Reims et d’Orléans.
- La Couronne du Sacré-Cœur, 1906, bronze doré , émaux et pierres, pour la basilique du Sacré-Cœur de Montmartre
- Enfant à la Colombe, anciennement à Paris au musée du Luxembourg.
- Désespérance, Paris, musée national d'Art moderne[5],
- Ondine Paris, musée national d'Art moderne[6]
- Monument aux morts de la Verrerie, Reims, cimetière du Sud.
- Monument aux morts de Warmeriville, 1925[7].
- Ernest Lefèvre, compositeur, Reims, cimetière du Nord.
- La Vierge Immaculée, Reims, chapelle des filles de la Charité.
- Saint Benoît, statue en marbre blanc, Reims, église Saint-Benoît, avec Adrien Sénéchal.
- Monument aux morts en pierre de Lamarque, place de l’Église, 1923.

Musée des Beaux-Arts de Reims
- Marie-Josephe Casal[8],
- Contemplation[9],
- Nu accroupi[10],
- Raoul Pictet[11],
- Tête d'aveugle, avant 1905[12],
- Tête d'aveugle, dessin, avant 1905[13],
- Jeanne d'Arc en prière, 1905[14],
- Coupe d'aviation, après 1910[15],
- Liberté !, 1917[16],
- Deux infirmières au chevet d'un soldat blessé, 1919
- Pasteur, 1919 (incertain)[17],
- L'Amour contrit, 1922[18].